# Instituto Avaí Futebol Clube
O Instituto Avaí Futebol Clube é uma OSCIP (Organização da Sociedade Civil de Interesse Público) de responsabilidade social e foi fundado em Janeiro de 2006.

Com o objetivo de apoiar e desenvolver ações de promoção desportiva, cultural, educacional e inclusão social, visando sempre preservar e desenvolver o patrimônio físico e humano do Avaí Futebol Clube, o Instituto Avai segue promovendo atividades junto a seu quadro de funcionários e a comunidade.

É o primeiro clube brasileiro a possuir um instituto desse tipo, seguindo o bom exemplo de outros grandes clubes da mundo.

## História
Em Janeiro de 2006 funcionários, diretores e torcedores do Avaí Futebol Clube, resolveram seguir o bom exemplo utilizado por outros clubes do mundo em criar institutos dos clubes de futebol para realização de ações sociais, educacionais, saúde e prática desportiva, de modo a promover a inserção social de jovens carentes. Exemplos destes são a Fundação River Plate, Fundação Barcelona e Instituto Real Madrid.
A ideia surgiu devido a grande demanda de ações sociais que recaiam sobre o clube e foi pioneira entre clubes brasileiros.
Desde o início o Instituto Avaí vem agindo junto às comunidades carentes da grande Florianópolis e de toda Santa Catarina, bem como em projetos esportivos, educativos e culturais.

## Diretoria
| - Presidente Luciano Correa - Diretor Administrativo Maria de Lourdes da Silva |  | - Diretor Financeiro Ivonira Ivone da Costa - Diretor Jurídico Sandro Barreto - Assessor de Imprensa Gastão Dubois |

## Projetos
Dentre vários projetos já realizados pelo Instituto Avaí, destacam-se alguns como a Copa Avaí, o Memorial dos Atletas, Museu do Avaí, o projeto social Chuteira de Ouro, o Jogo da Paz (amistoso entre Avaí e Seleção Jamaicana) e a iniciação de uma classe de supletivo (1º grau) e aulas de informática para crianças carentes.
Um dos projetos de mais destaque para o Instituto, foi o Centro de Inclusão Digital criado no Estádio da Ressacada. O centro atende os atletas, funcionários, familiares e os moradores dos locais próximos ao estádio. Além dos computadores a disposição dos alunos, os mesmos se beneficiam ainda com a possibilidade de pesquisas e estudos nos livros da Biblioteca do Avaí, anexa ao centro.
Este projeto, assim como a Copa Avaí, rendeu ao Instituto o certificado de registro de entidade de atendimento aos direitos da criança e do adolescente, previsto no artigo 91 do Estatuto da Criança e do Adolescente (Lei Federal 8069/90), o artigo 4º da Lei Municipal 3794/92 e a Resolução 105/2005 e concedido pela CMDCA (Conselho Municipal da Criança e do Adolescente).